# Globodera rostochiensis
Globodera rostochiensis is een aardappelcystenaaltje dat aardappelmoeheid veroorzaakt, maar ook op tomaten voorkomt.
Het cystenaaltje is vernoemd naar de eerste vindplaats van deze ziekte in Europa aan het begin van de 20e eeuw. Dat was in Rostock in het noordoosten van Duitsland. Binnen deze soort komen verschillende pathotypen voor. Pathotypen verschillen in hun vermogen om zich te vermeerden op resistente rassen. Er zijn momenteel 5 pathotypen bekend: Ro1, Ro2, Ro3, Ro4 en Ro5. Ro1 komt in
Nederland het meeste voor en Ro4 en Ro5 het minste.

## Biologie
De nematode kent vier larvale stadia. Het volwassen stadium is alleen voor de reproductie. De larven van het tweede larvale stadium vormen cysten (uit te spreken als sisten). Ze worden gelokt door uitscheidingen van de wortel en dringen met een stilet, die zich in de mondholte bevindt, de wortelcel binnen. In het volwassen stadium blijft het vrouwtje aan de wortel vast zitten, terwijl het mannetje zich door de grond naar het vrouwtje beweegt. Na de bevruchting sterft het mannetje en ontwikkeld het vrouwtje zich verder. Ze verkleurt van wit naar goudgeel. De eitjes ontwikkelen zich in het lichaam van het vrouwtje. Als de eitjes rijp zijn valt het vrouwtje van de wortel en sterft, waarbij de huid van het vrouwtje donkerbruin kleurt. Deze cysten zijn ongeveer 1 mm groot met een leerachtige huid. In die cysten zitten aanvankelijk zo'n 400 eieren met jonge larven. De dode cyste kan tot 20 jaar lang de eitjes beschermen. Jaarlijks sterft ongeveer een derde van de eieren. Pas als er aardappelen in de grond geplant worden, komen de larven uit de eieren. Half juni worden de cysten op het wortelstelsel zichtbaar.

## Resistentie
De verschillende  rassen van aardappel verschillen in resistentie tegen de verschillende pathotypen. Het is mogelijk om aan de hand van een monster te bepalen  welke pathotypen er in de grond zitten, en daar de rassenkeuze van af te laten hangen.
Hoe sterk aardappelcysteaaltjes zich op de wortels van een aardappelras vermeerderen verschilt per jaar, ras en perceel. Daarom wordt er gewerkt met de relatieve vatbaarheid, de resistentie van een resistent ras ten opzichte van een vatbaar ras. Bij de teelt van een
- hoogresistent (HR) ras neemt de aaltjespopulatie met meer dan 80% af (pf/pi=0,00-0,20). De relatieve vatbaarheid bedraagt 0,0-0,5%.
- resistent (R) ras neemt de aaltjespopulatie met 35-80% af (pf/pi=0,20-0,65). De relatieve vatbaarheid bedraagt 0,6-1,6%.
- licht vatbaar (LV) ras kan de aaltjespopulatie afnemen met 35, maar maximaal ook 300% toenemen (pf/pi=0,65-3,0). De relatieve vatbaarheid bedraagt 1,7-9,0%.
- vatbaar (V) ras neemt de aaltjespopulatie met meer dan  300% toe (pf/pi⇒3,0). De relatieve vatbaarheid bedraagt 9,1-100%.

De pf/pi is de verhouding van de eindpopulatie aaltjes ten opzichte van de beginpopulatie. Zo is bij een pf/pi van 0,1 de eindpopulatie aaltjes nog maar 10 % is van de beginpopulatie.
| Europese klassenindeling van de Relatieve Vatbaarheid | Europese klassenindeling van de Relatieve Vatbaarheid |
| ----------------------------------------------------- | ----------------------------------------------------- |
| Relatieve vatbaarheid                                 | Klassenindeling                                       |
| < 1                                                   | 9                                                     |
| 1,1 – 3                                               | 8                                                     |
| 3,1 – 5                                               | 7                                                     |
| 5,1 – 10                                              | 6                                                     |
| 10,1 – 15                                             | 5                                                     |
| 15,1 – 25                                             | 4                                                     |
| 25,1 – 50                                             | 3                                                     |
| 50,1 – 100                                            | 2                                                     |
| > 100                                                 | 1                                                     |

## Betekenis
Aardappelmoeheid, afkomstig uit Zuid-Amerika, is inmiddels een ziekte die wijdverspreid is over de hele wereld. De speldenknopgrote cysten worden getransporteerd met aanhangende grond aan bijvoorbeeld aardappelknollen, landbouwwerktuigen of in kluiten van pootaardappelen.
De ziekte kan flinke opbrengstderving geven. In aangetaste aardappelgewassen ontstaan plekken waar de planten slecht groeien of doodgaan, de zogenaamde valplekken. 
Omdat er nog steeds landen zijn die beweren geen aardappelmoeheid te hebben, stellen ze eisen aan de import van planten. Zo moeten alle gewassen van de boomteelt die naar Amerika geëxporteerd worden, vrij zijn van aanhangende grond.
Voor de boomteelt is de ziekte daarom ook schadelijk. Hoewel de aaltjes zich alleen kunnen vermeerderen op aardappel en tomaat, moeten boomkwekers vanwege dat grondtransport een verklaring hebben waarop staat dat de grond vrij is van aardappelmoeheid. In Nederland moet deze verklaring aangevraagd worden bij een door de Plantenziektenkundige Dienst (PD) aangewezen laboratorium.

## Bestrijding
Bestrijding van aardappelmoeheid is niet eenvoudig. Uit te voeren bestrijdingsmaatregelen zijn de teelt van een resistent ras, grondontsmetting met nematiciden, het hanteren van een wachtperiode van minimaal 6 jaar, de teelt van een vanggewas of een combinatie van deze maatregelen.

### Regelgeving
Voor het telen van voortkwekingsmateriaal of pootaardappelen is een geldige officiële Onderzoeksverklaring AM (aardappelmoeheid) nodig. De Plantenziektenkundige Dienst heeft voor het onderzoek de Nederlandse Algemene Keuringsdienst aangewezen die deze verklaringen mogen afgeven. Als uit een officieel AM-onderzoek blijkt dat een (gedeelte van een) perceel besmet is met aardappelcysteaaltjes, moet de Plantenziektenkundige Dienst een besmetverklaring opleggen. Deze verplichting is opgenomen in de EU-bestrijdingsrichtlijn.
Het Hoofdproductschap Akkerbouw heeft op verzoek van de akkerbouwers de verordening aardappelmoeheid vastgesteld. Doel van deze verordening is om, aanvullend op het overheidsbeleid, de besmetting met aardappelmoeheid te beheersen, verdere verspreiding te voorkomen en de export van voortkwekingsmateriaal (waarvoor de eis geldt dat dit AM-vrij moet zijn) niet te belemmeren. Het algemene voorschrift is dat slechts één keer in drie jaar op hetzelfde perceel aardappelen geteeld mogen worden. In gebieden waar veel voortkwekingsmateriaal of pootaardappelen worden geteeld, geldt een verbod voor de aardappelteelt.